# Császári korona
A császári korona olyan korona, amit a császárok megkoronázására használnak.

## A császári koronák típusai

### A római császárok koronái

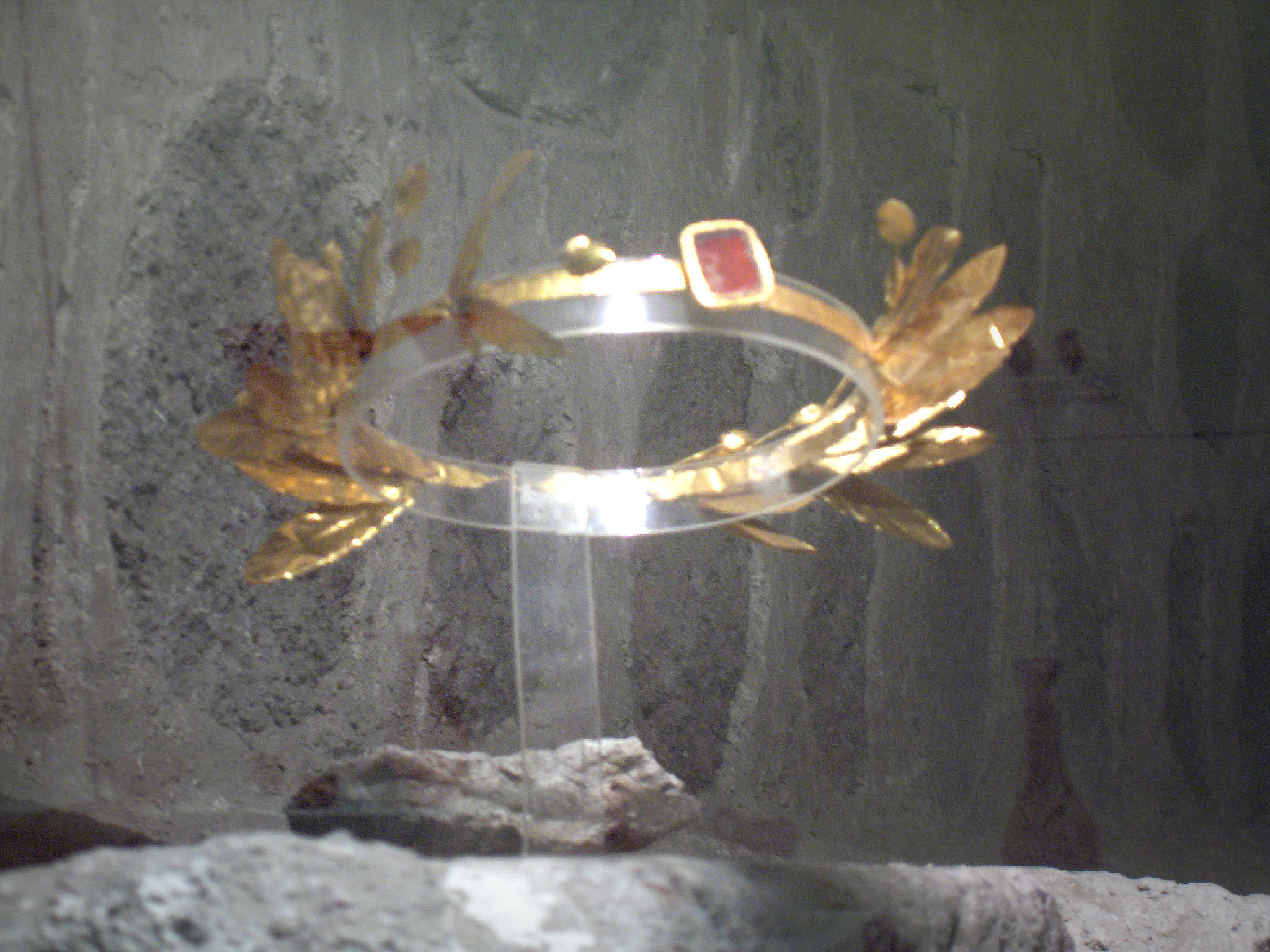
Kevert típus - Diadém és babérkoszorú jegyekkel (Anatóliából)

### Bizánci császári koronák

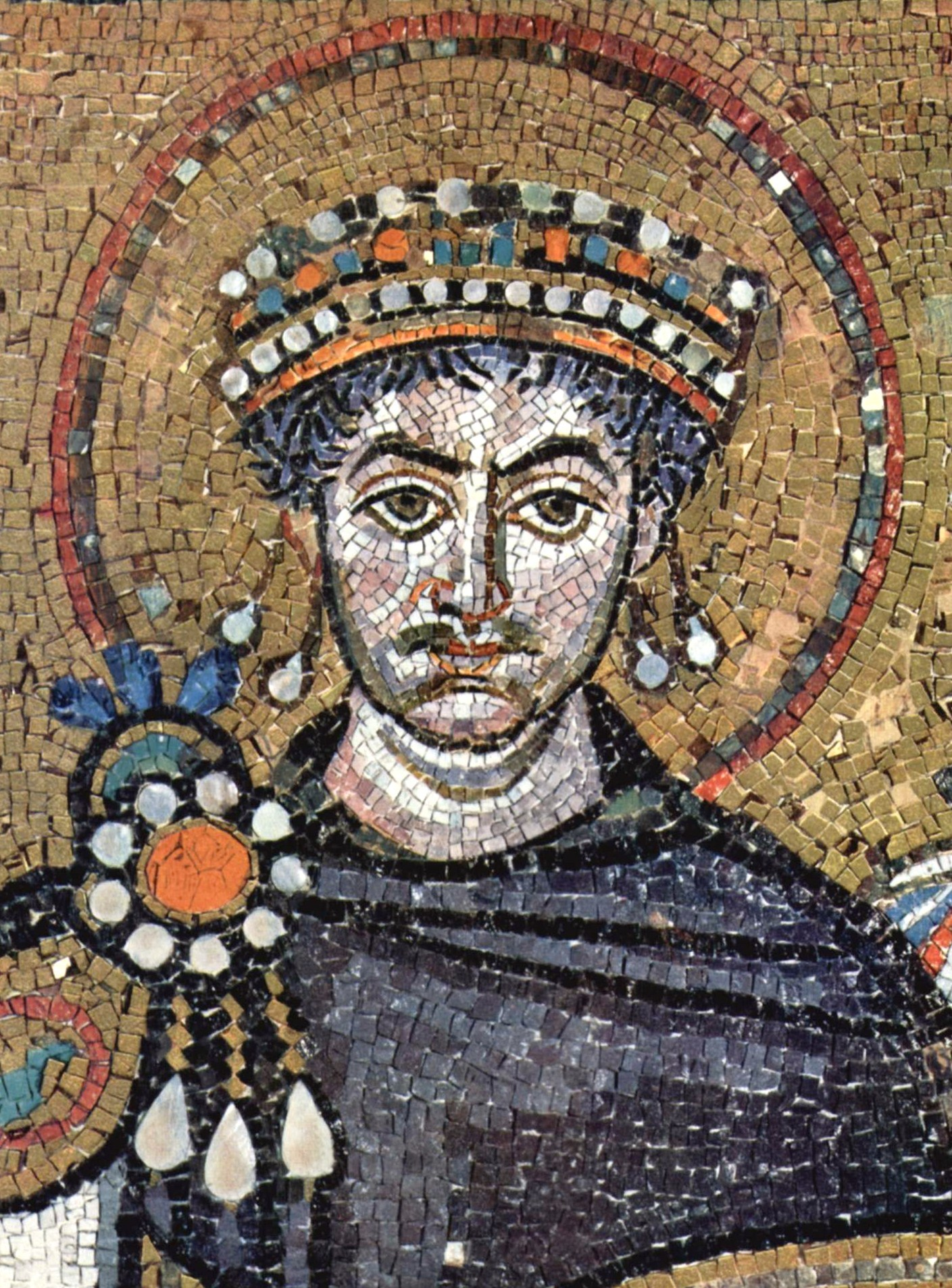
Justinianus császár egy stemma-ban
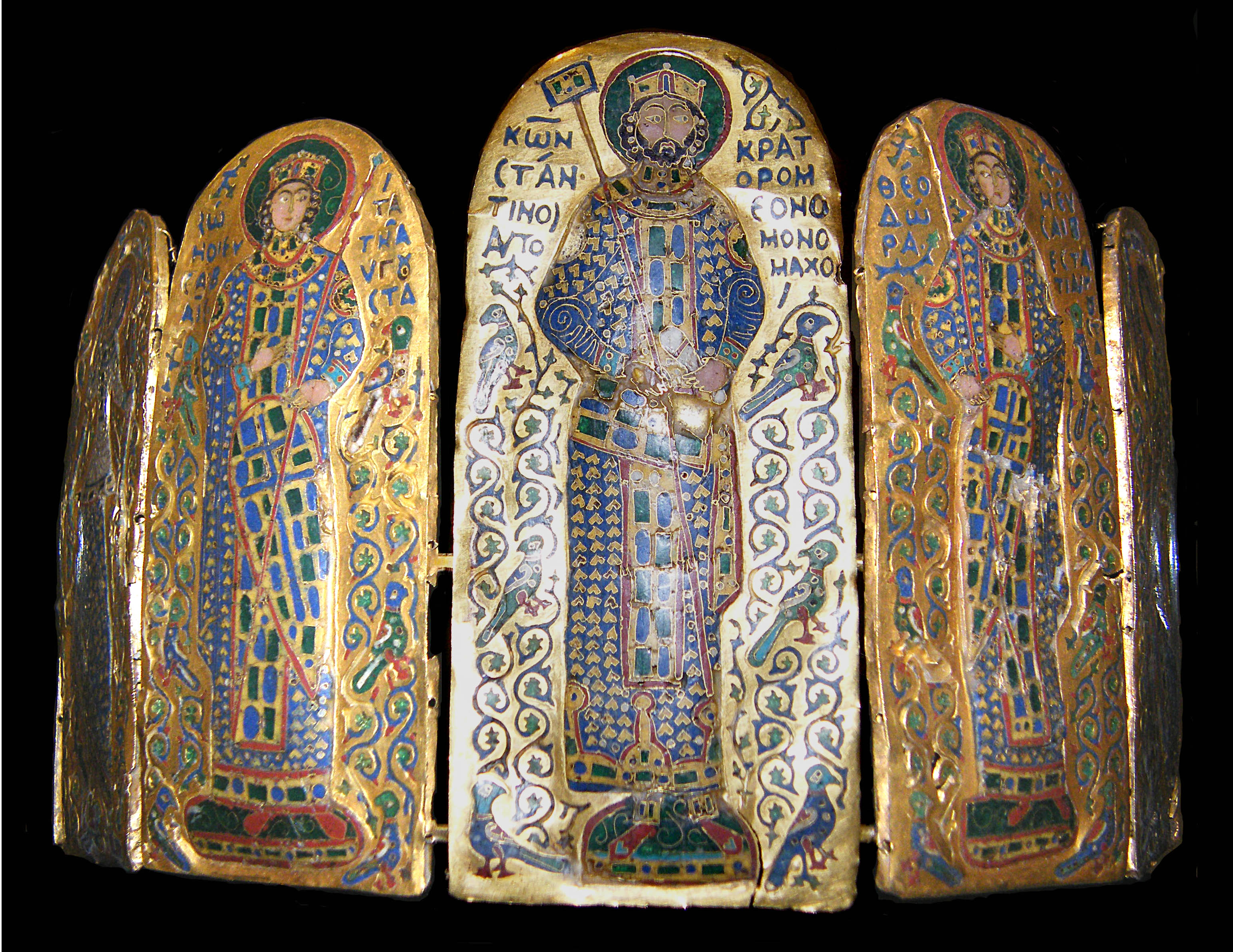
IX. Konstantin koronája
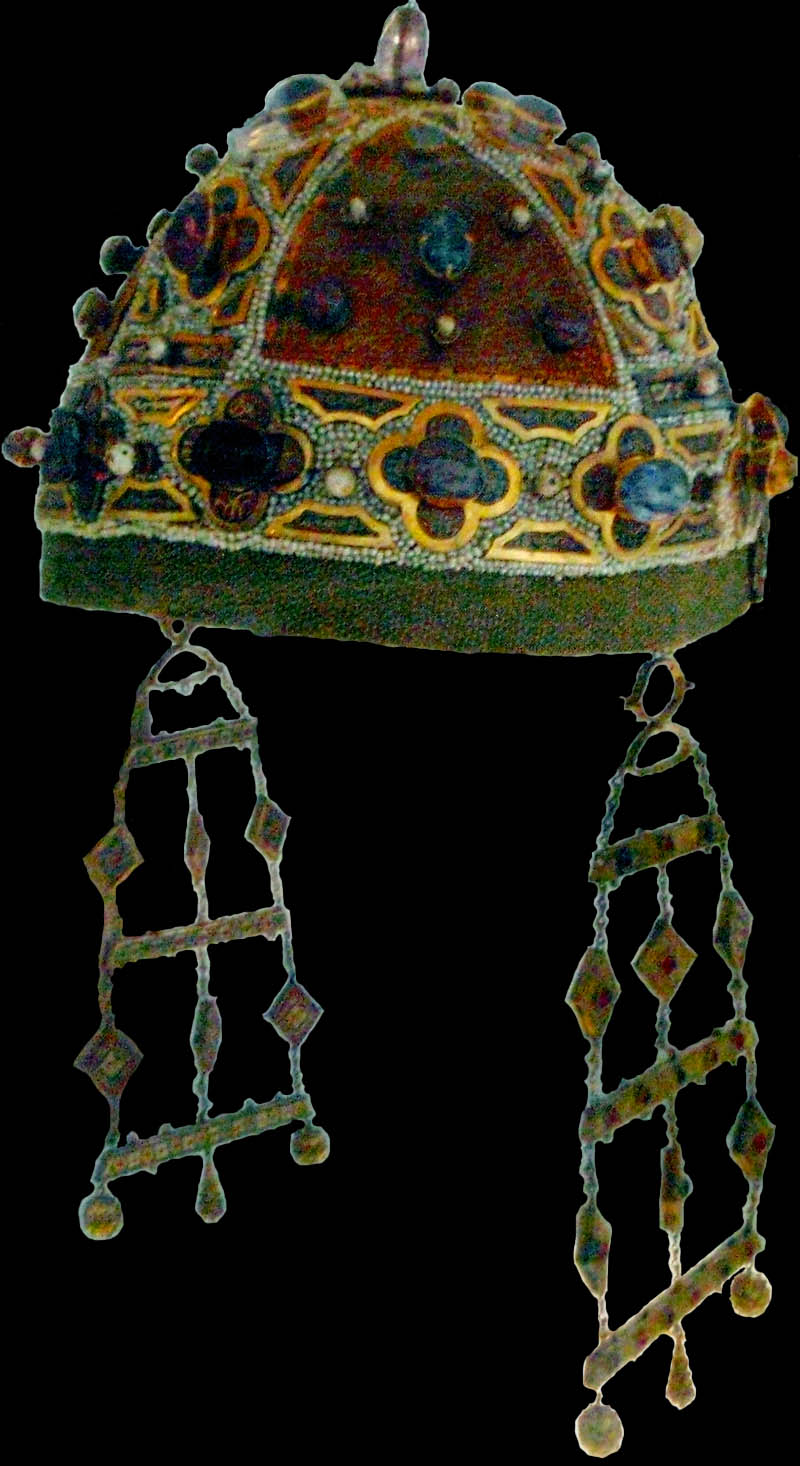
Bizánci Kamelaukion

### Császári koronák süveggel

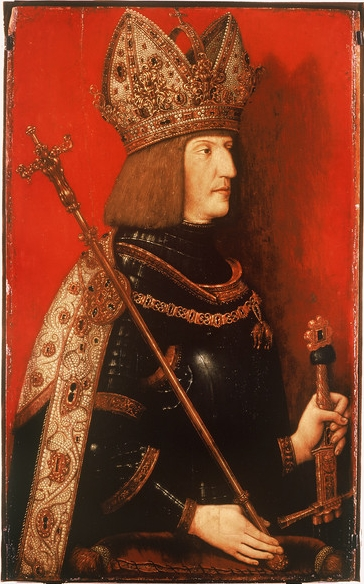
I. Miksa császár egy süveggel kombinált koronában

#### Császári koronák egy felső ívvel és kivehető süveggel

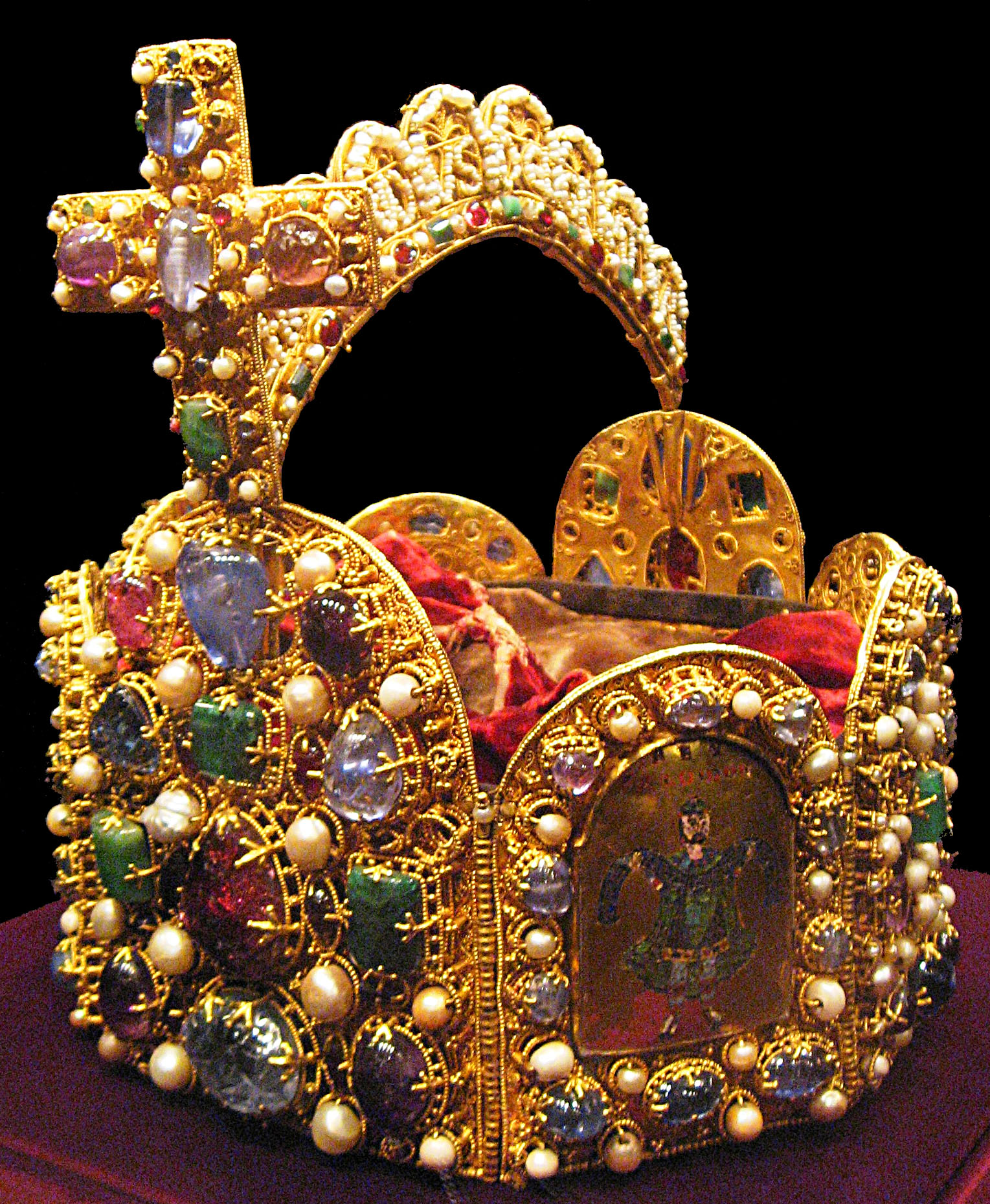
A német-római császári korona (Reichskrone)
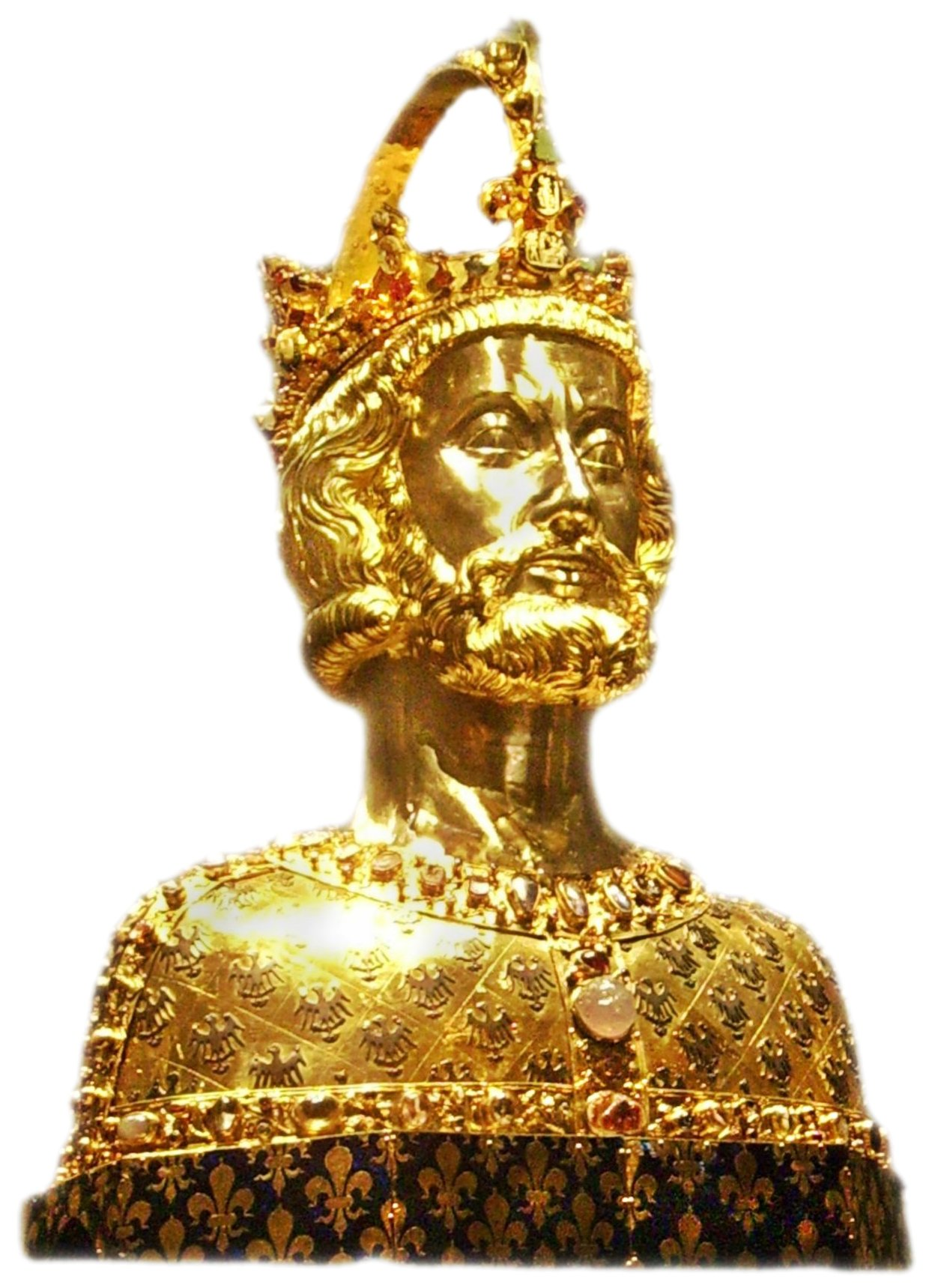
Császári korona az aacheni Nagy Károly-ereklyetartón
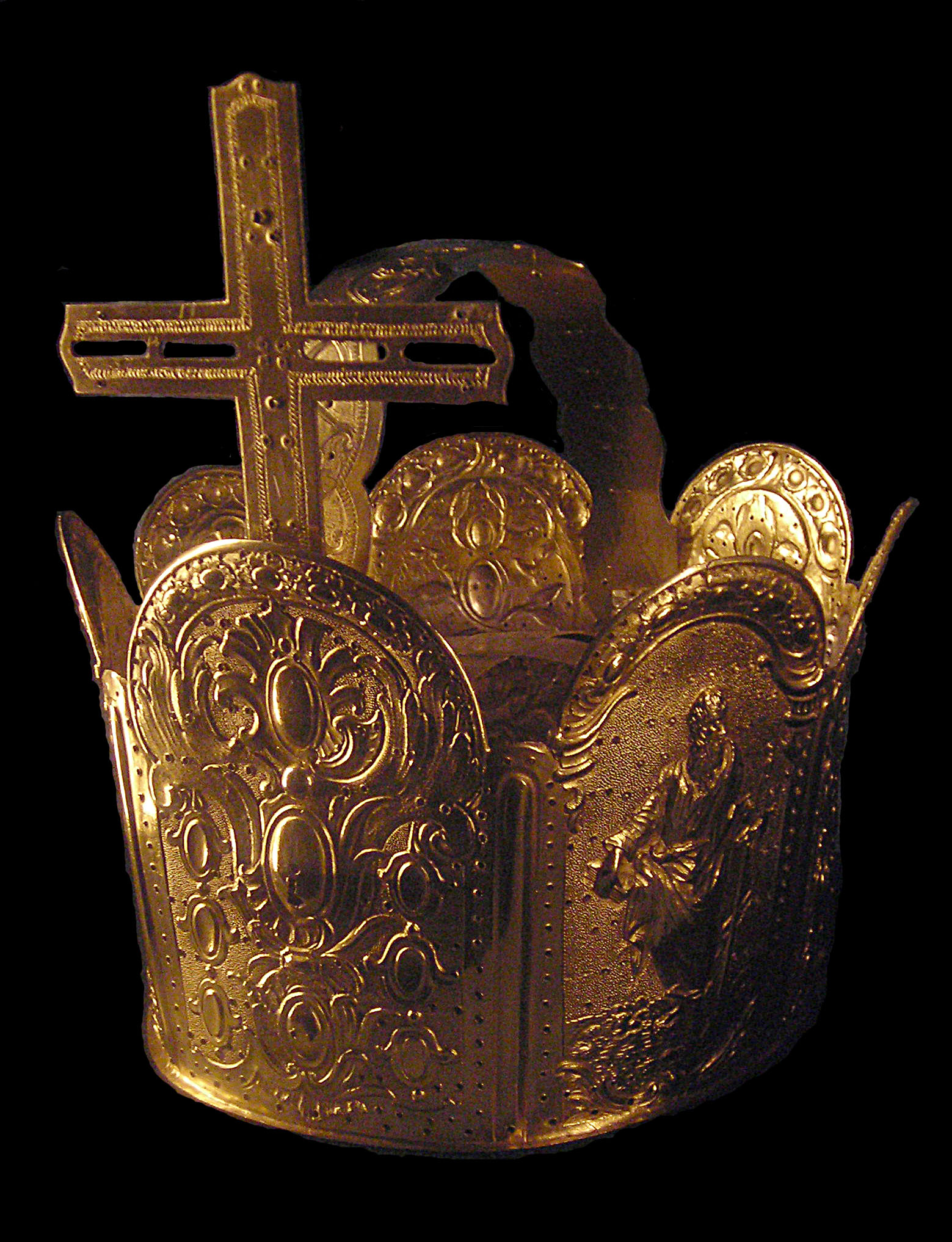
VII. Károly császár koronái (A nagyobbik készült Augsburgban)
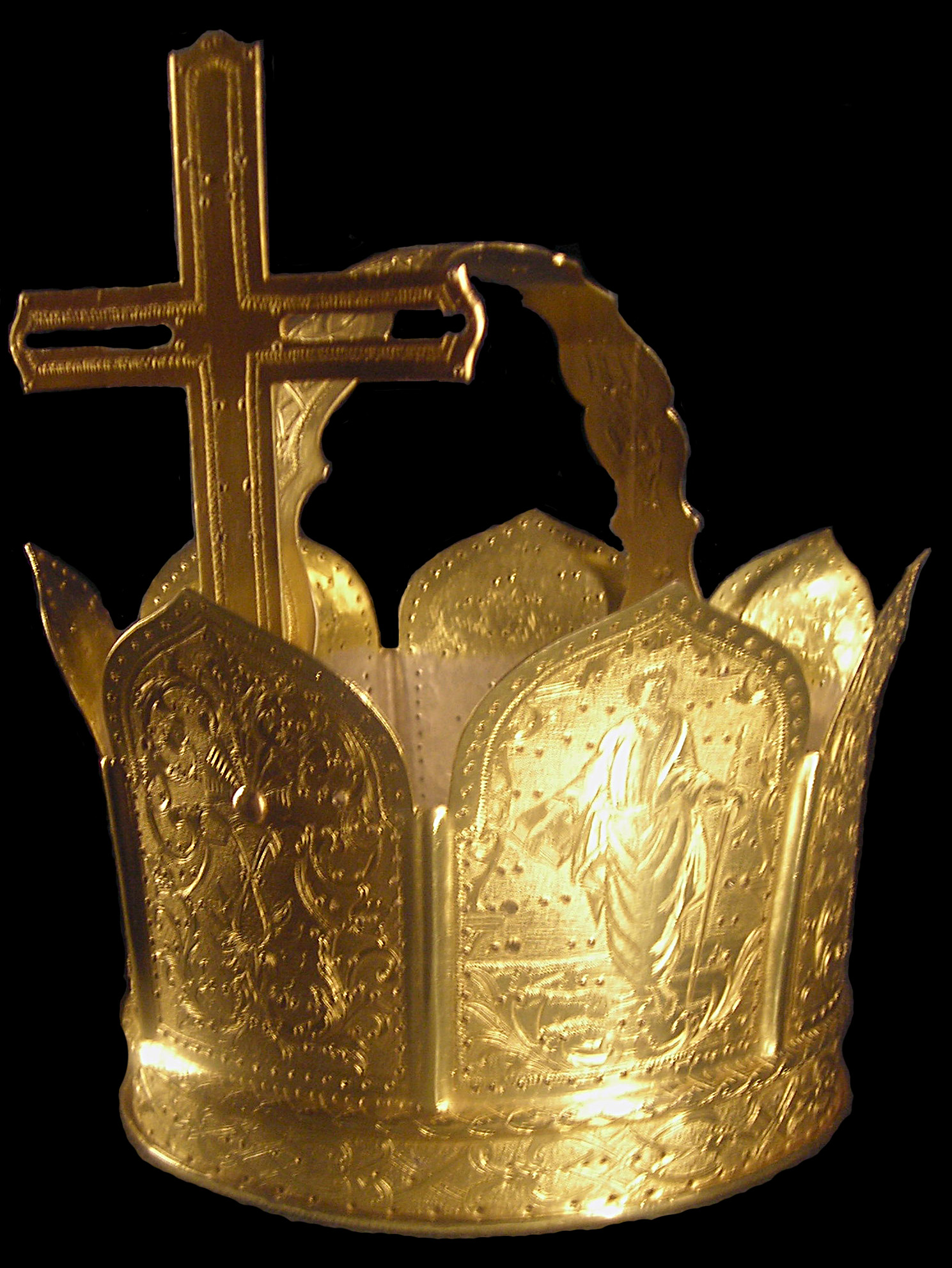
VII. Károly császár koronái (A kisebbik korona Frankfurtban készült.)

#### Császári koronák egy felső ívvel és rögzített süveggel

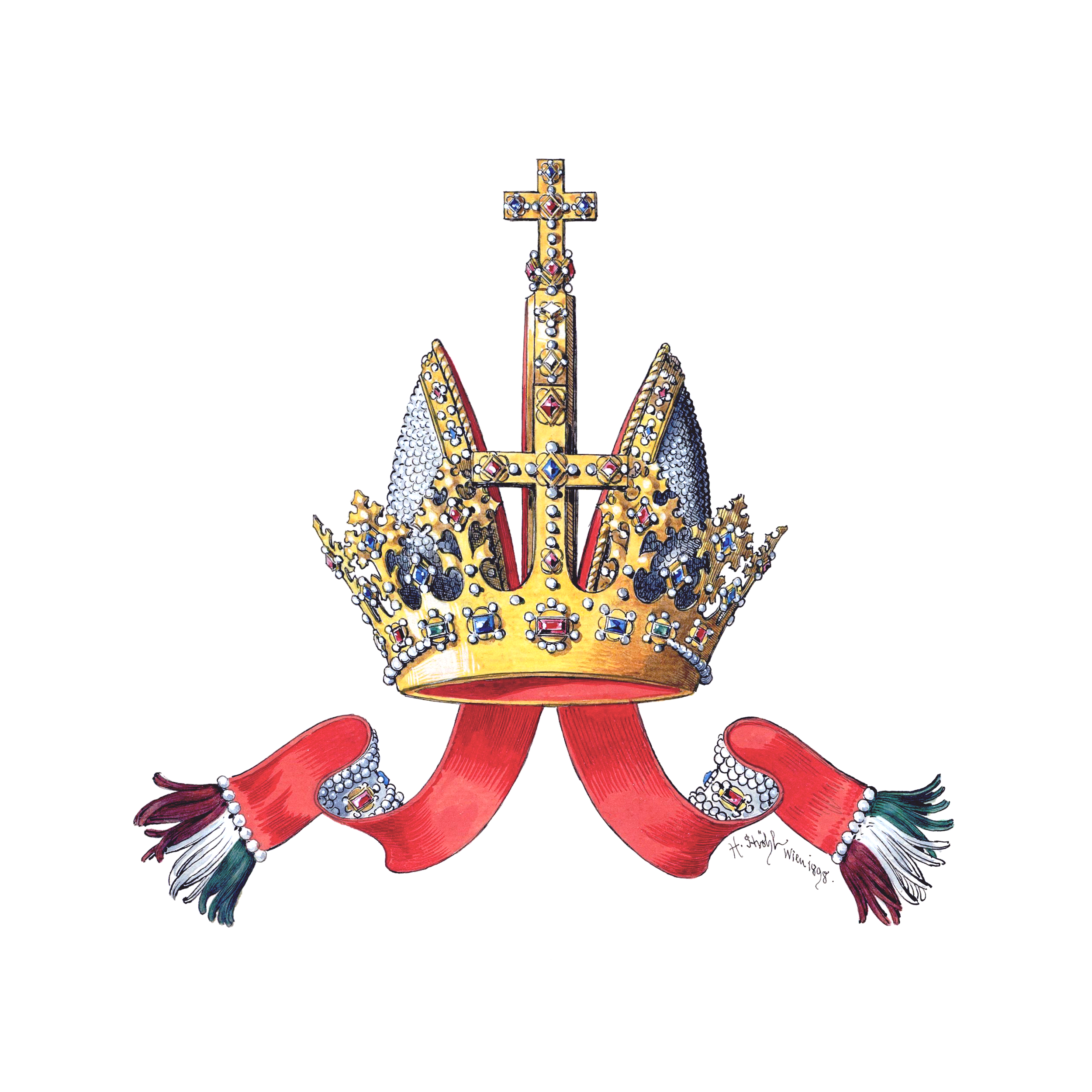
III. Frigyes császár koronája a sírján ábrázolva
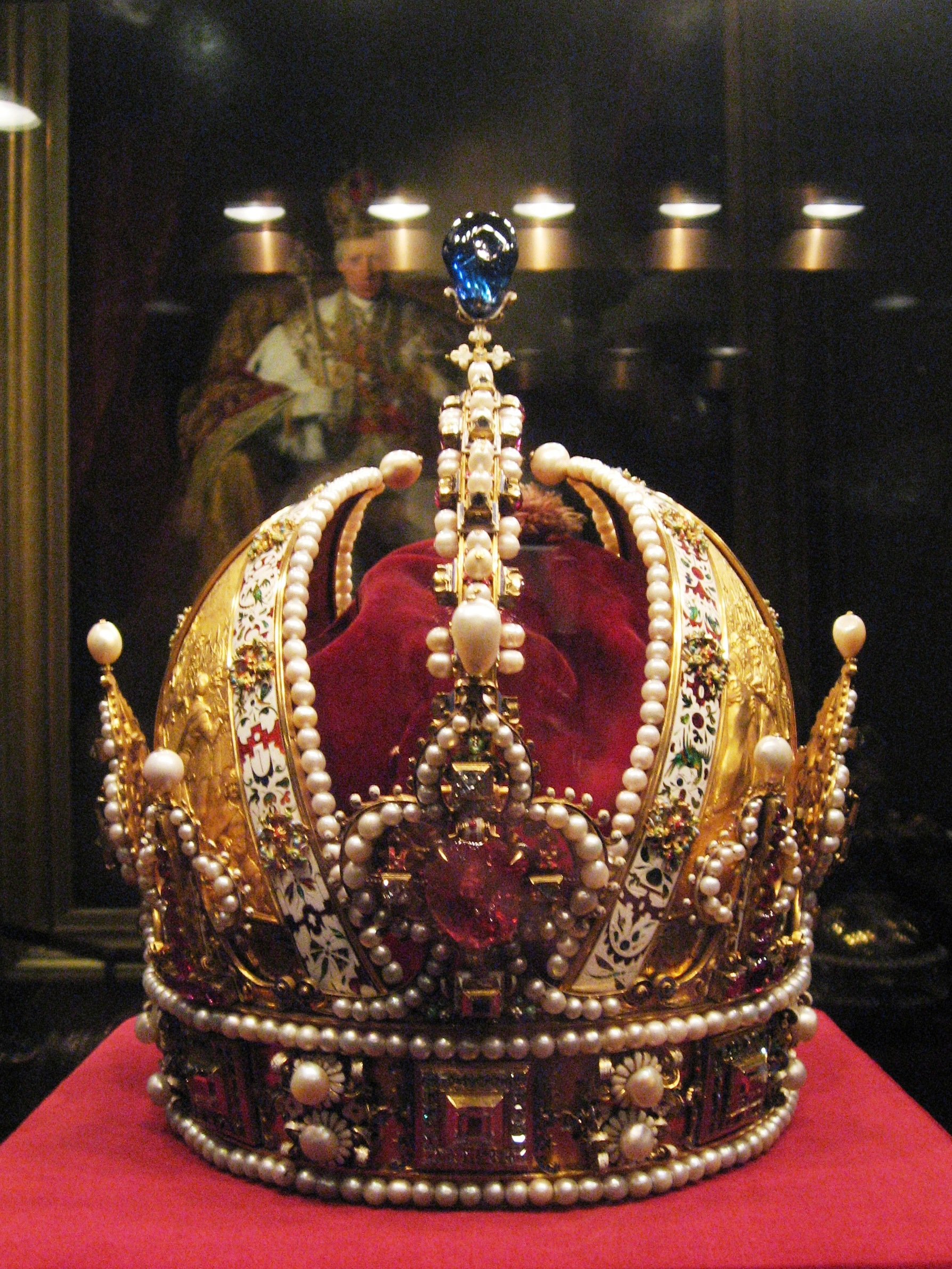
II. Rudolf császár koronája, a későbbi osztrák császári korona.
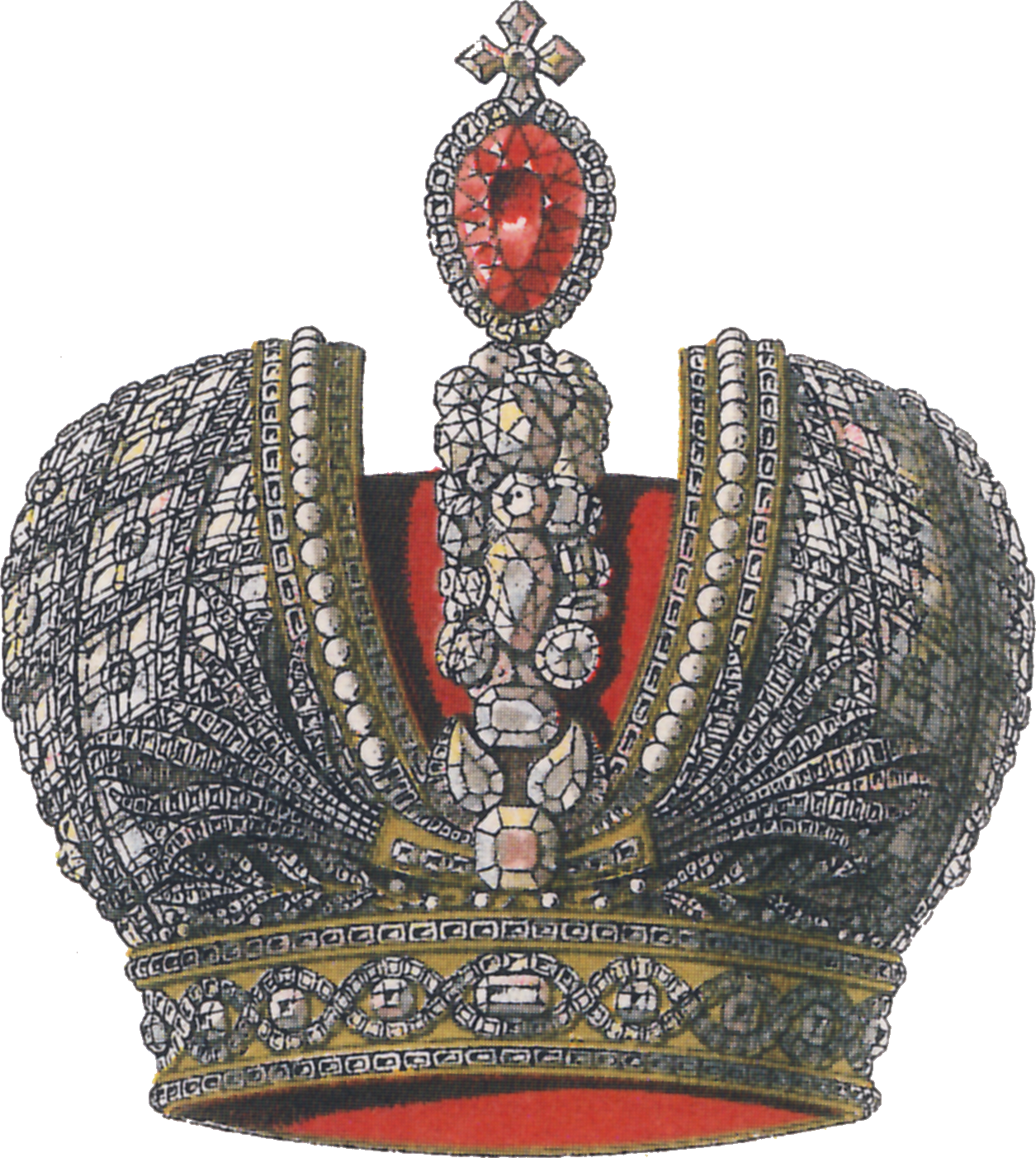
Orosz cári korona
Anna orosz cárnő koronája
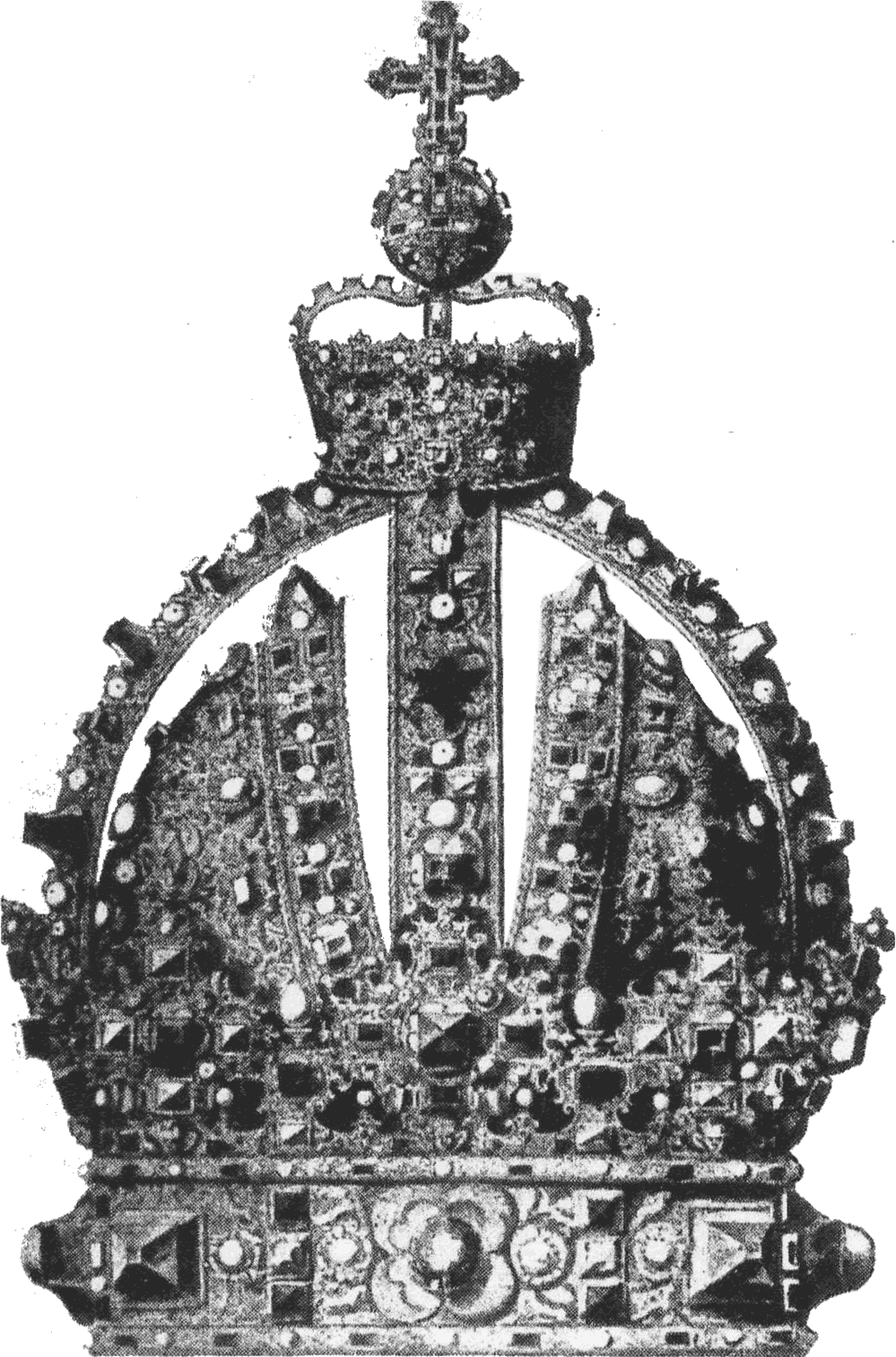
IV. Keresztély dán király soha el nem készült koronája

### Császári koronák magas ívekkel

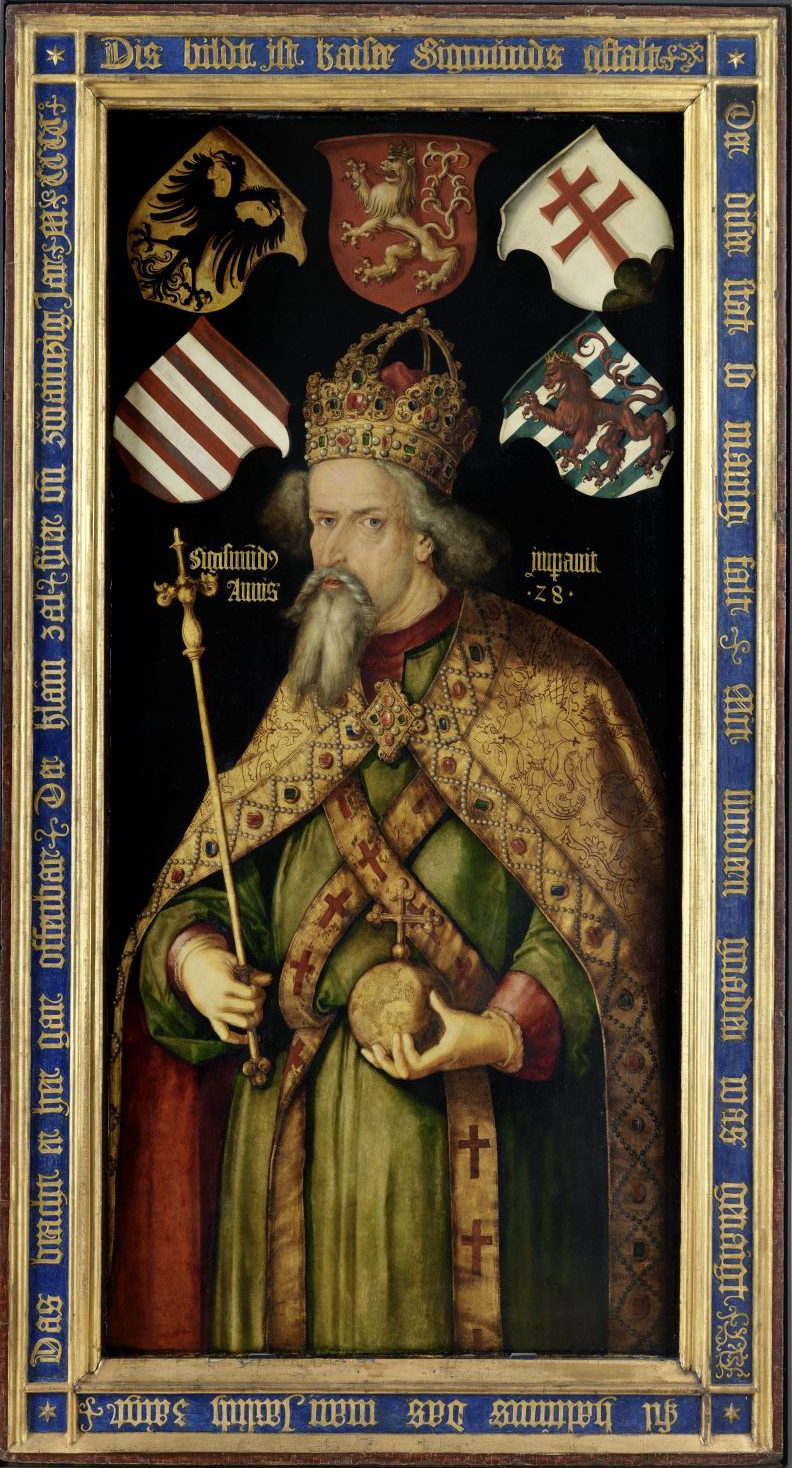
Luxemburgi Zsigmond (Dürer festménye)

### Német császári korona (1871-1918)

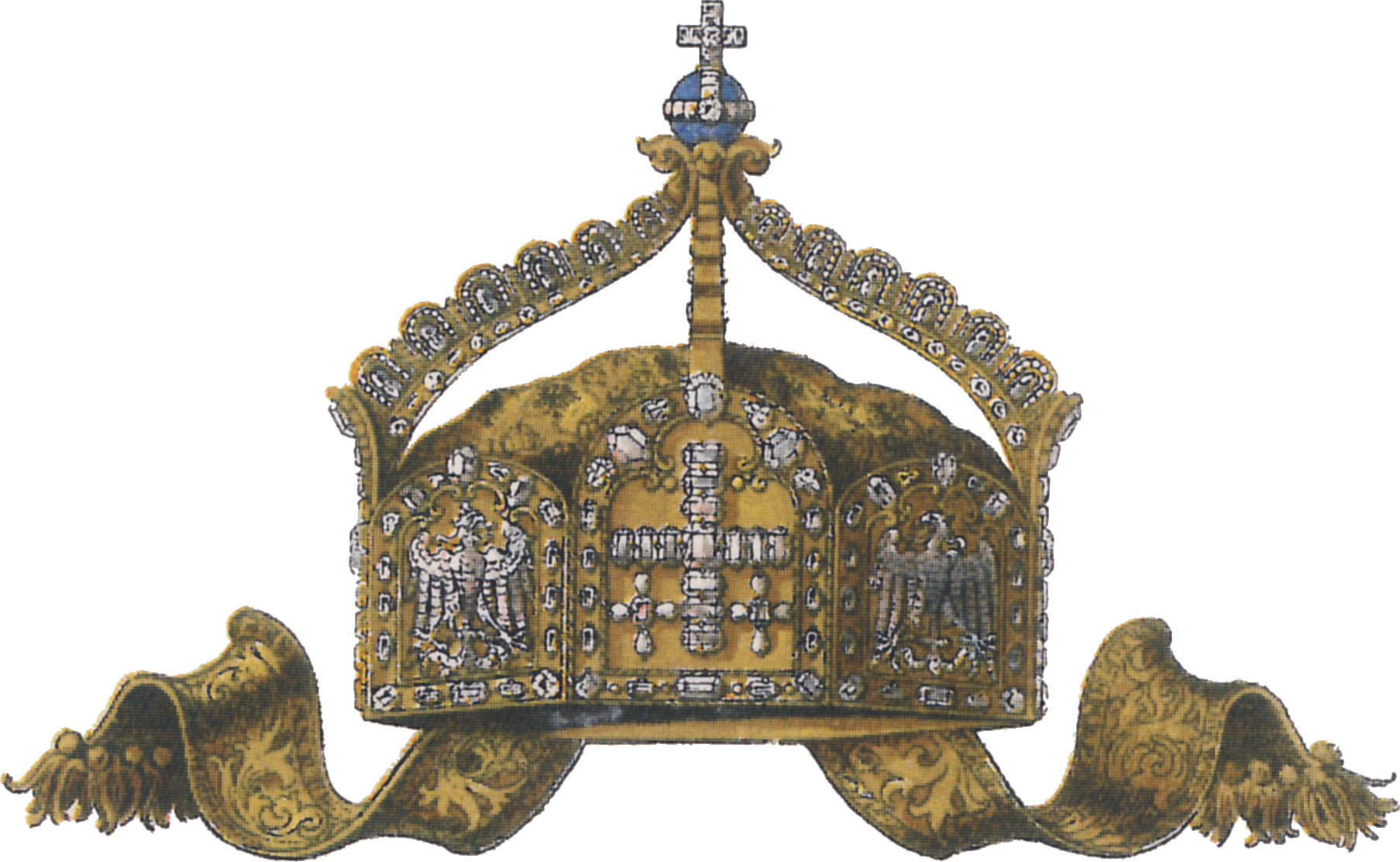
A Német Császárság heraldikai koronája (módosított címertani ábrázolás 1889-ből), csak fa modell formájában létezett
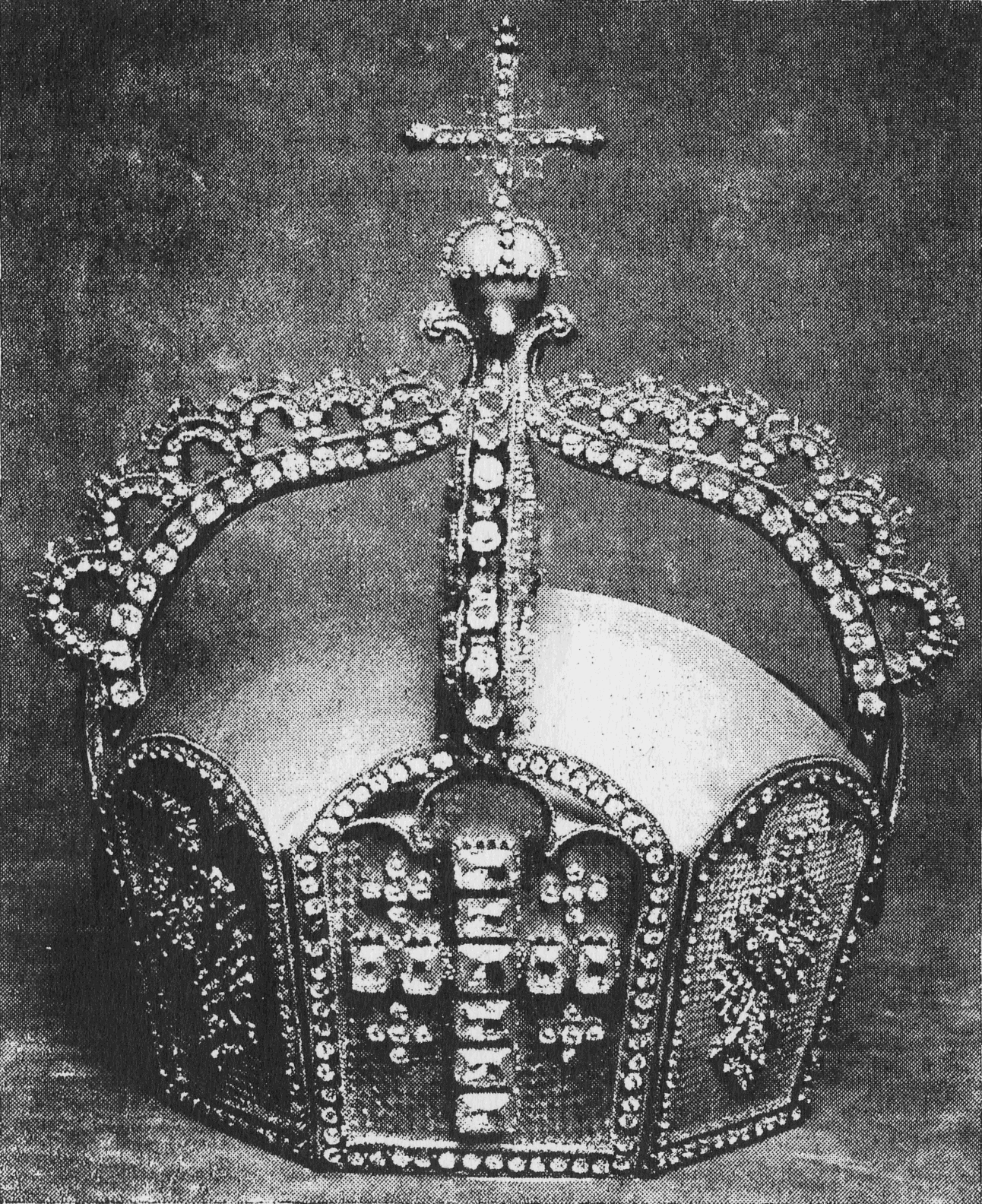
Német császári korona, fa modell, 1872.
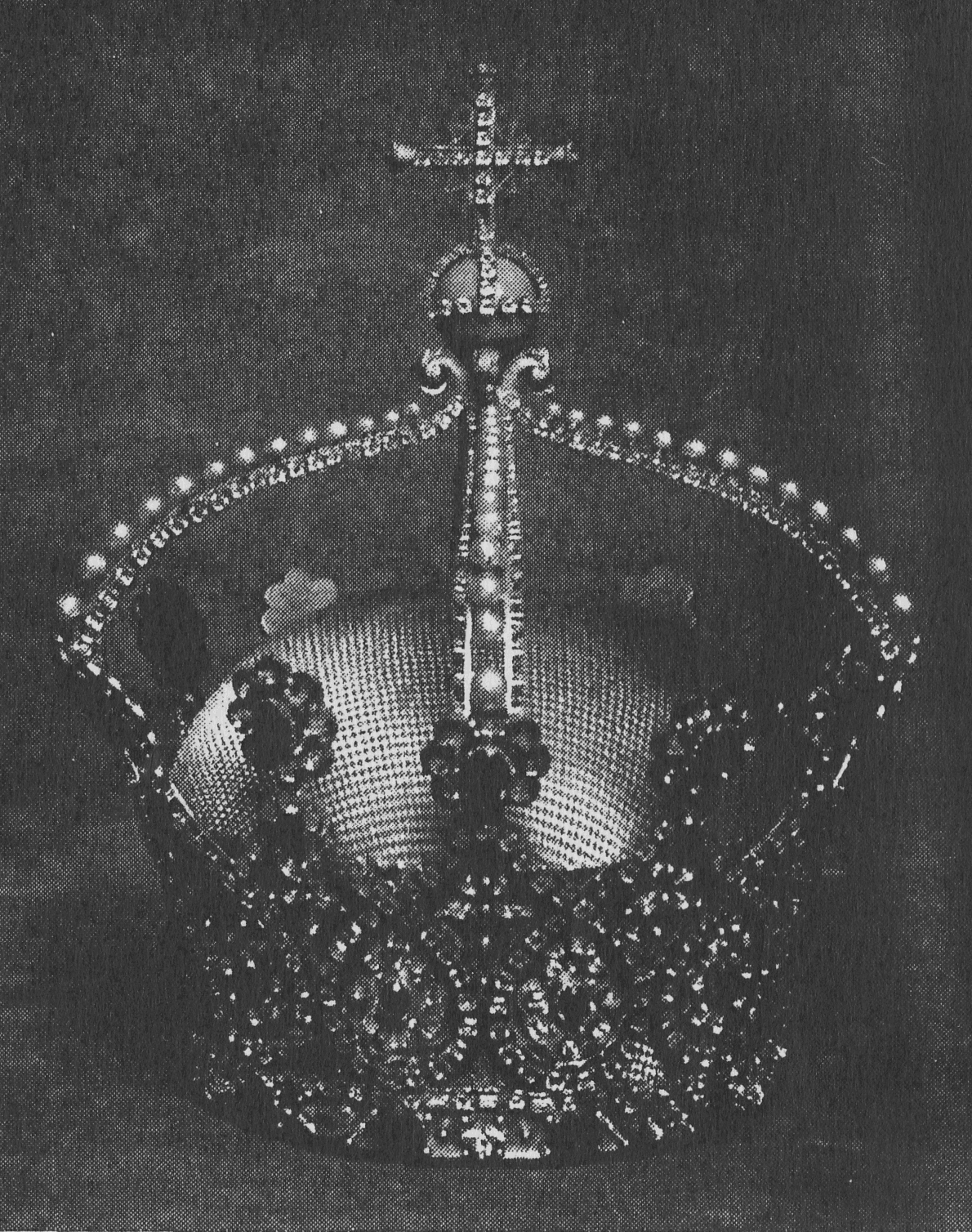
Császárnéi korona
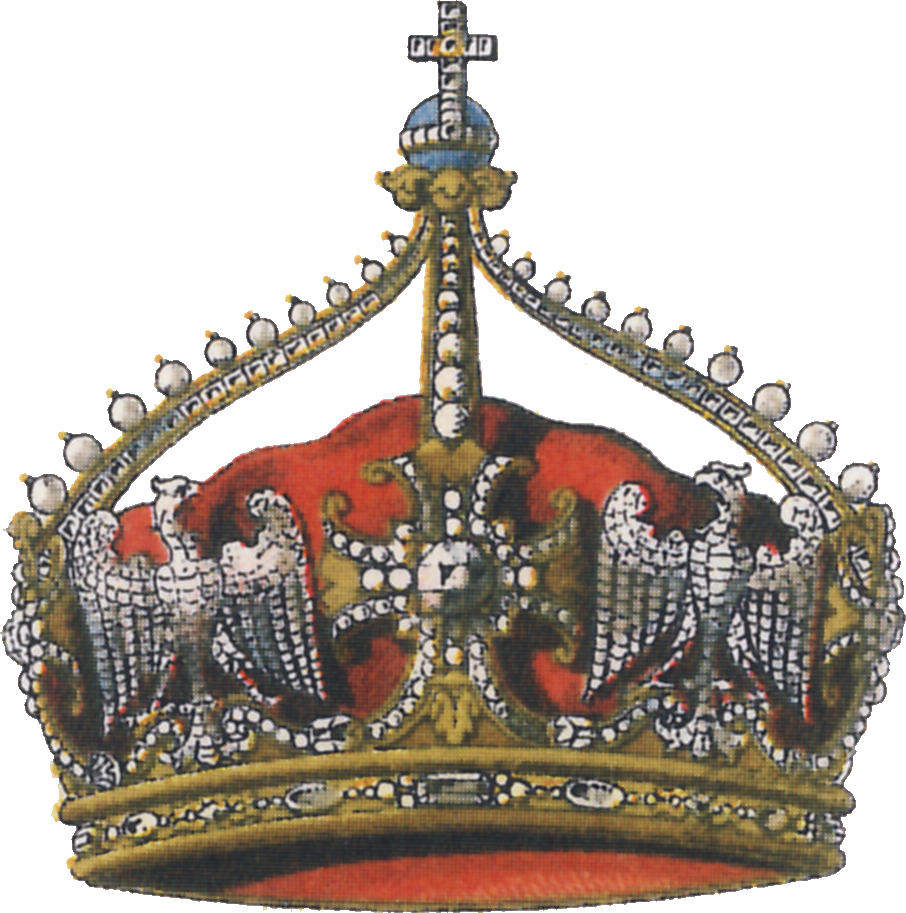
Koronahercegi korona

### Napóleoni császári koronák

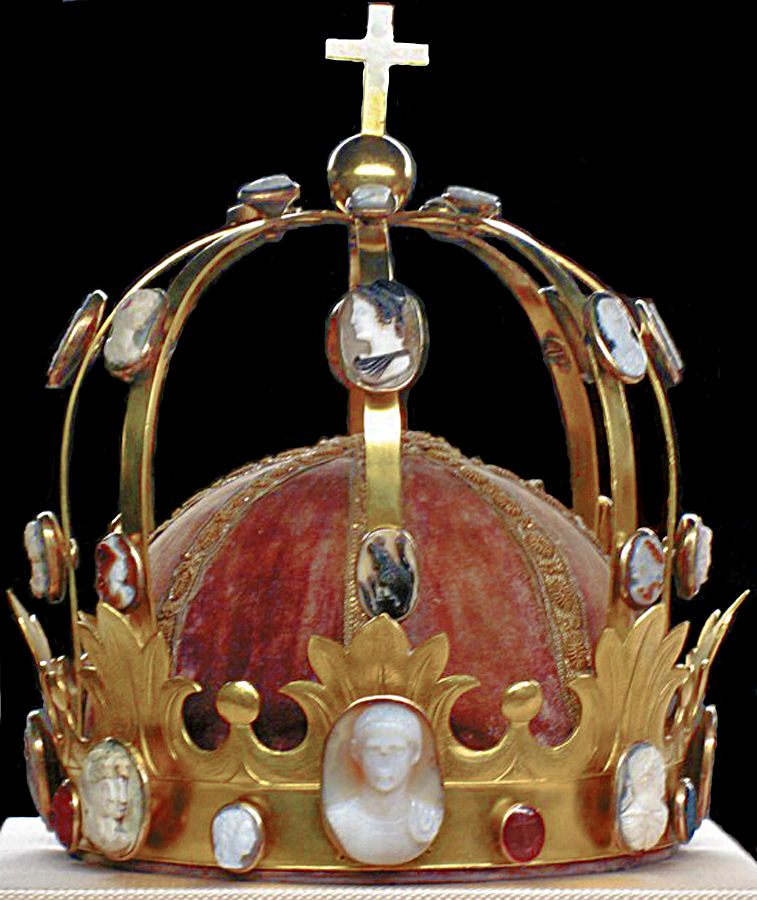
Bonaparte Napóleon császári koronája
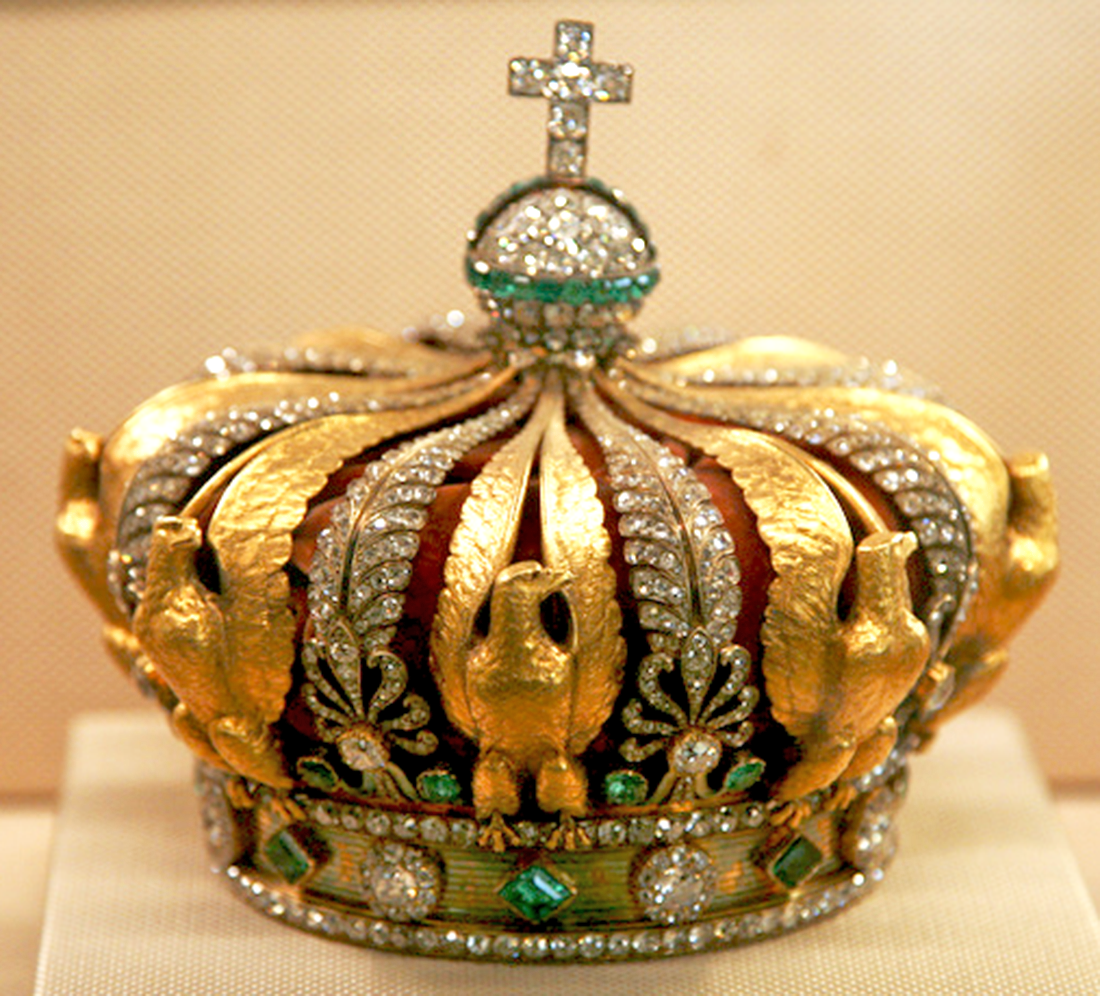
Eugénie császárné koronája
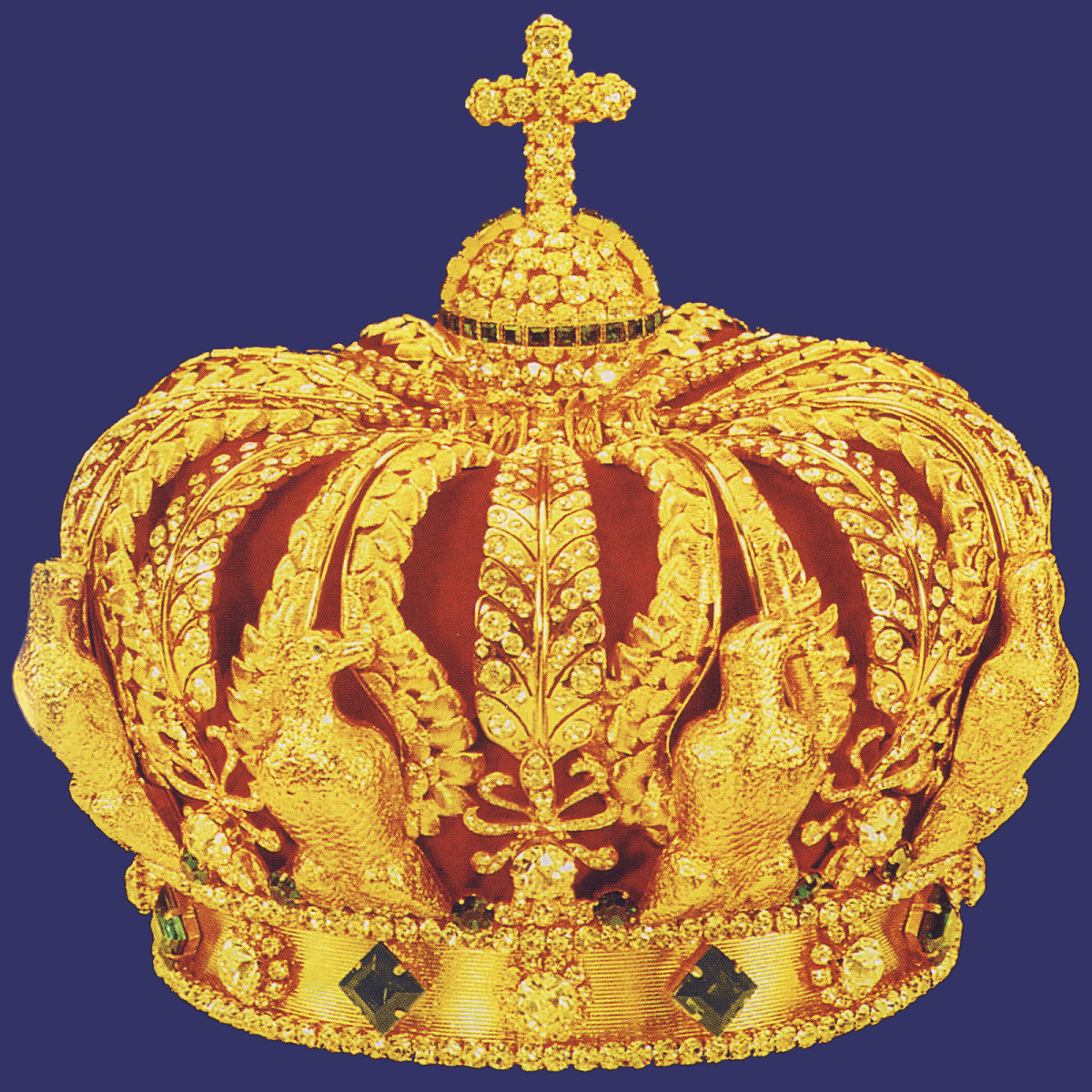
III. Napóleon koronája (1871-ben megsemmisítették), A reprodukció a Wuppertal-i Abel korona és koronázási gyűjtemény része.
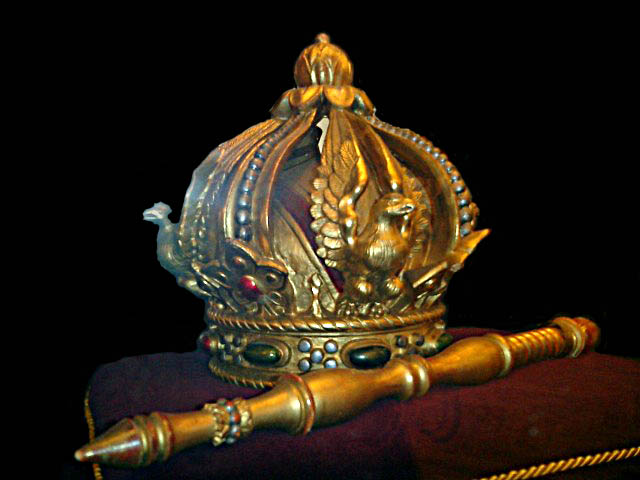
A mexikói császári korona

### Az európai királyi koronák felépítésén alapuló császári koronák

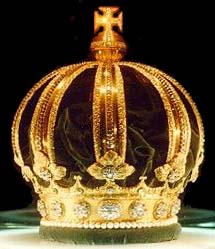
II. Péter brazil császári koronája
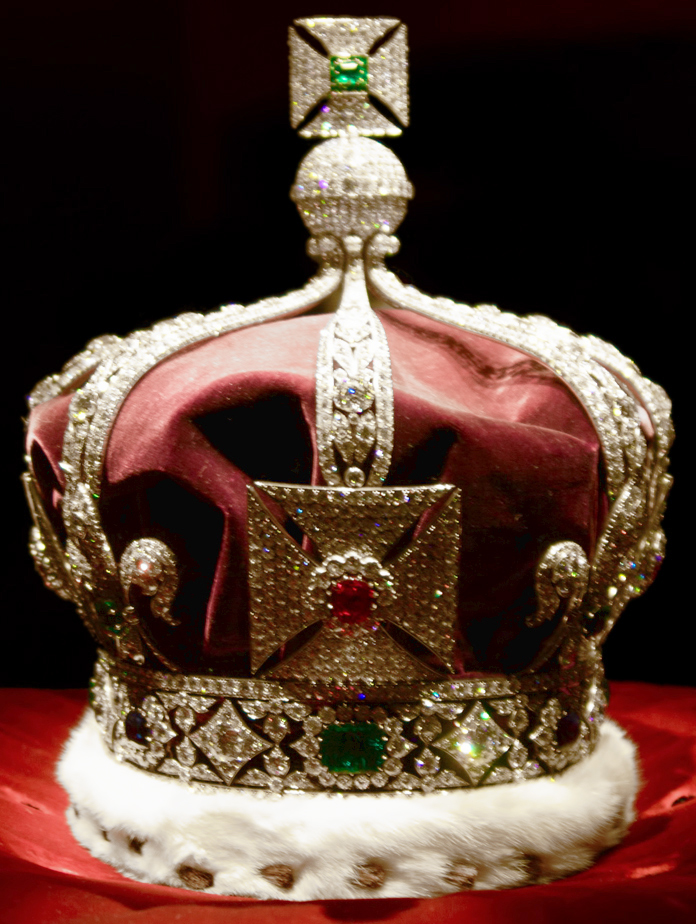
India császárának a koronája - amit V. György viselt 1911-ben Delhiben.

### További, nem európai eredetű császári koronák

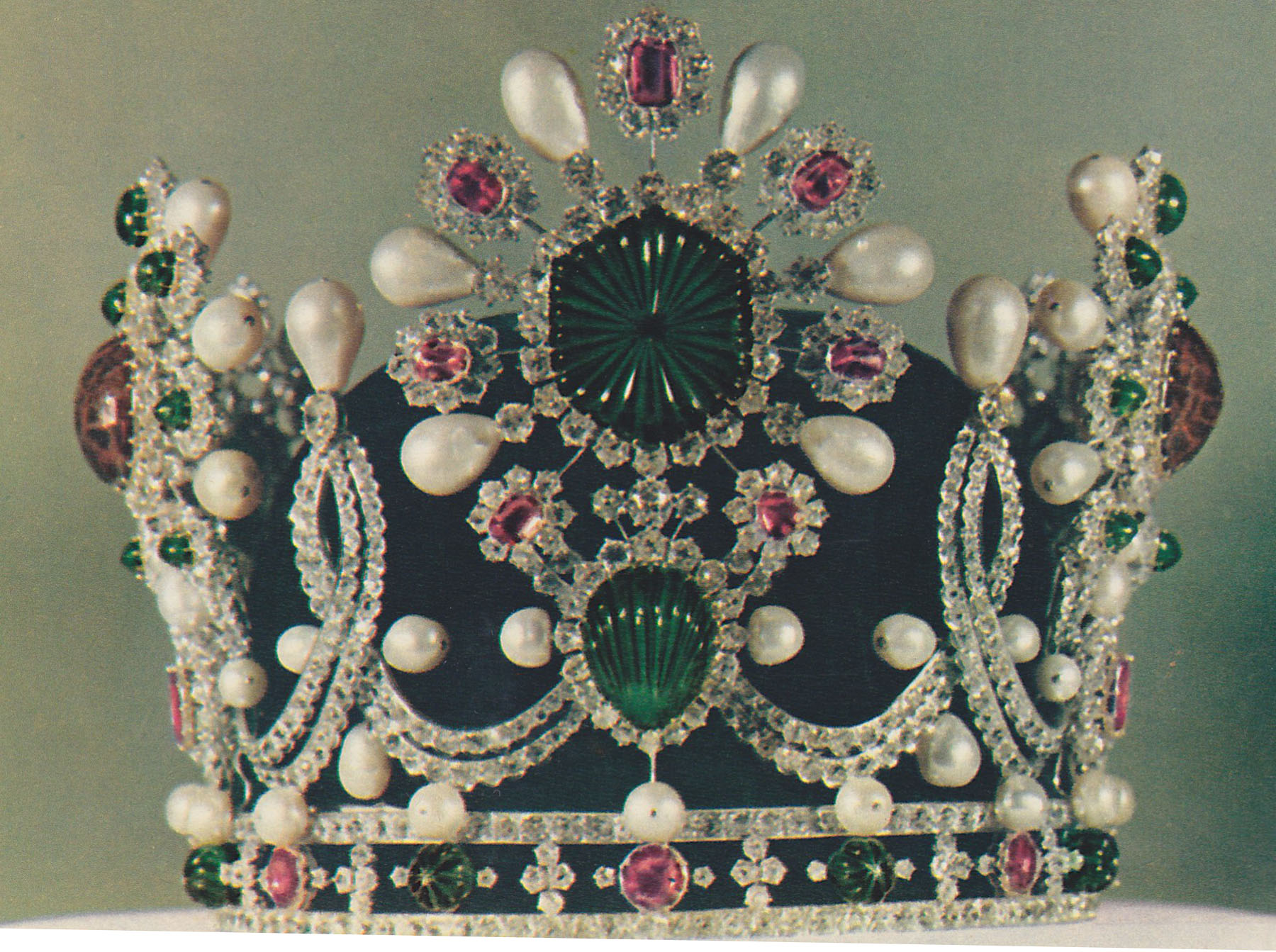
Perzsa társuralkodói korona
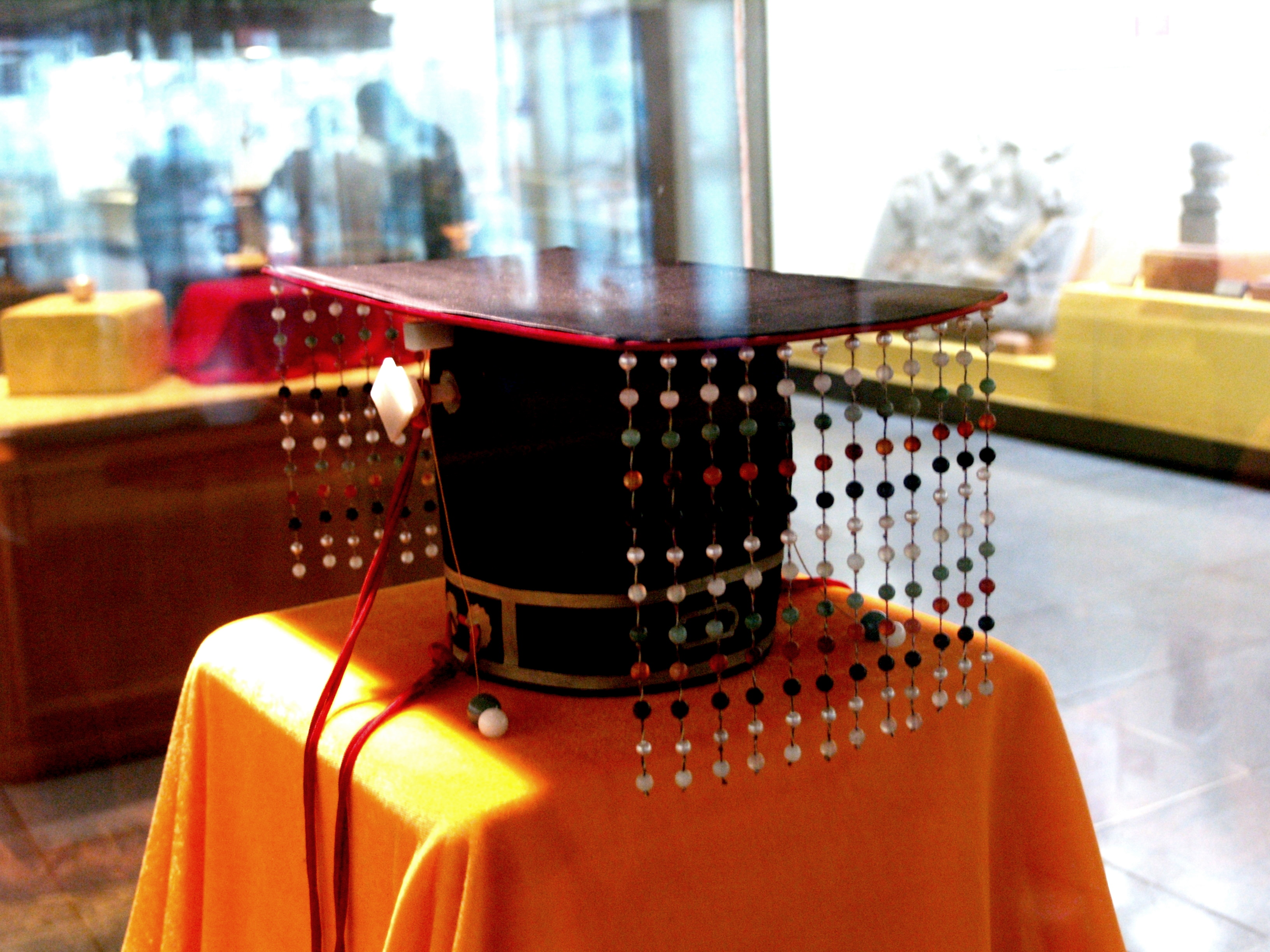
A Ming dinasztia császári koronája
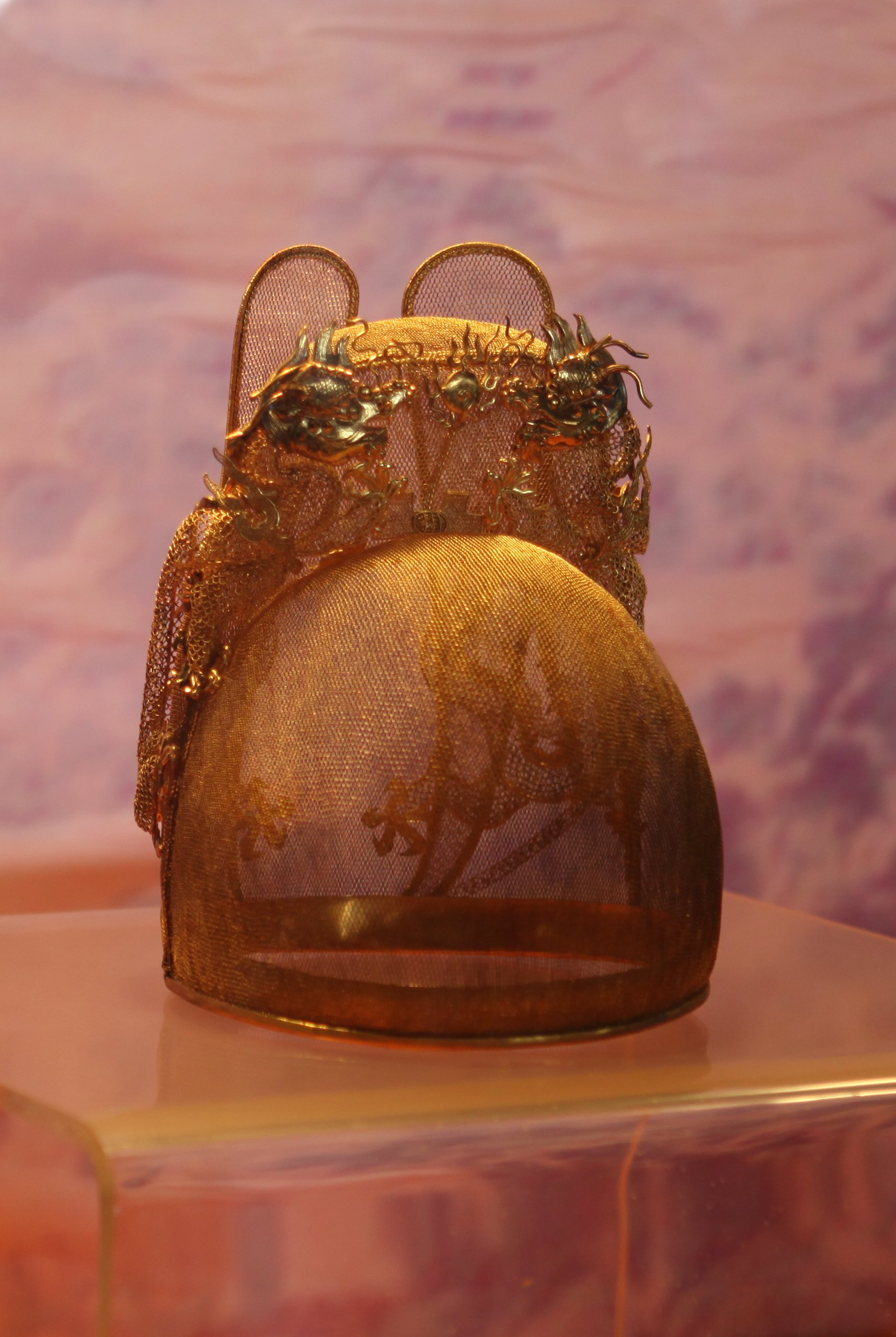
Ming dinasztia korabeli császári aranykorona
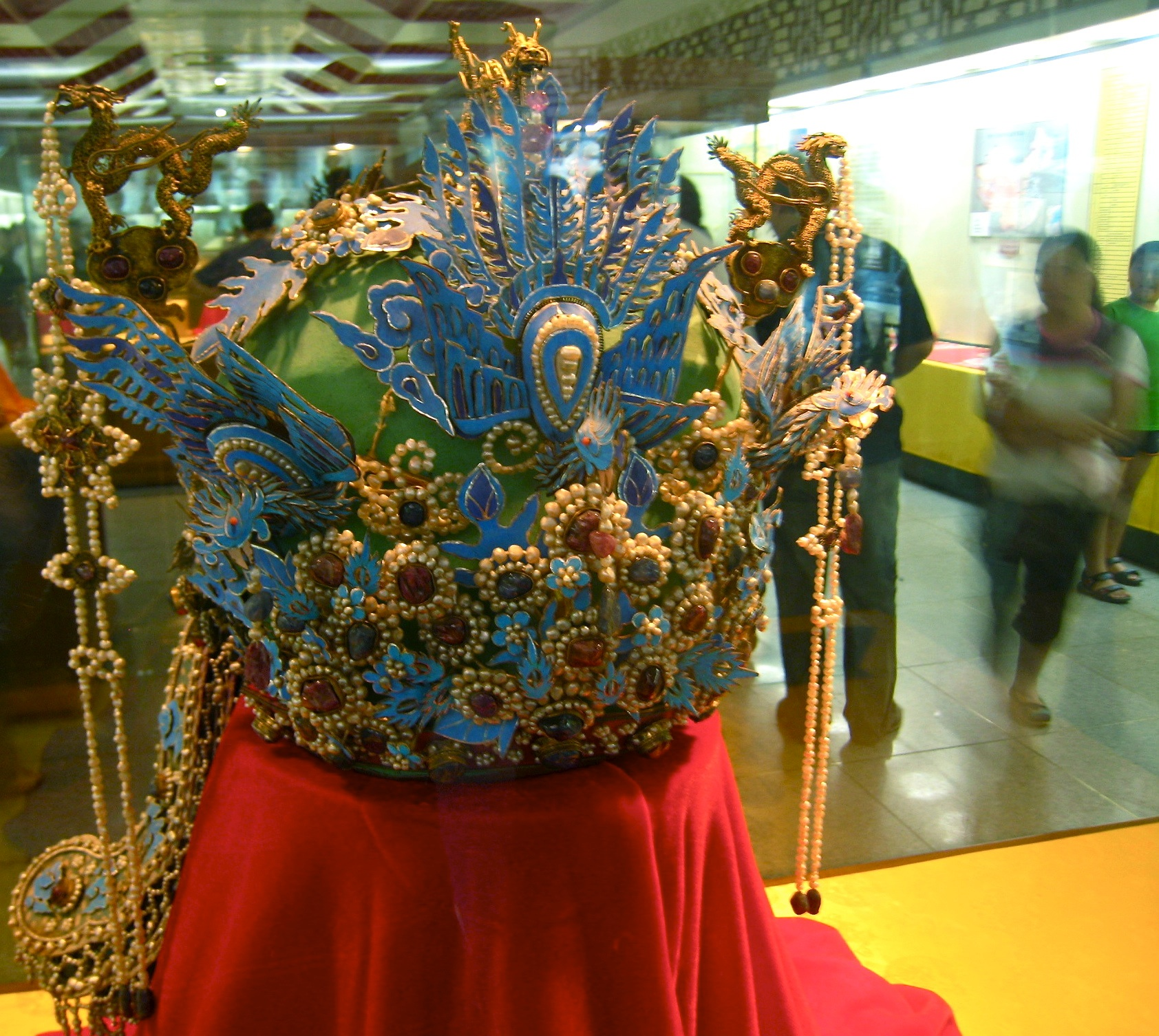
Ming dinasztia idejéből származó császárnői főnix korona
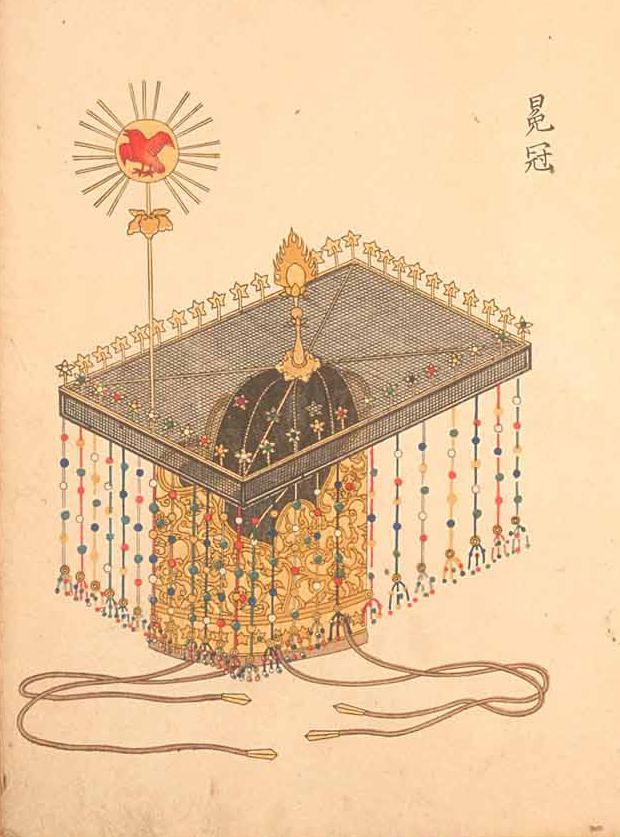
Japán Tenno, az Edo-időszakból
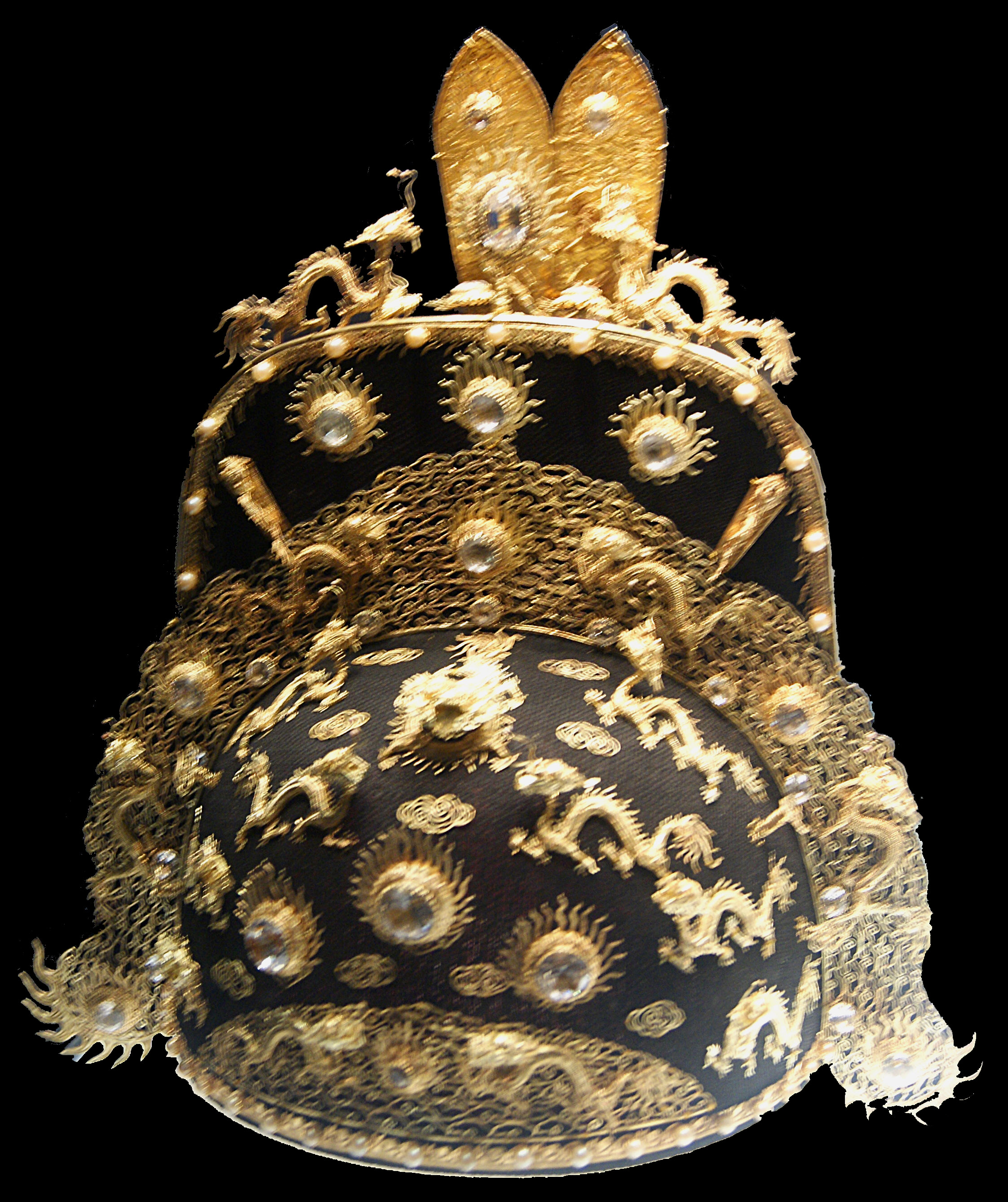
A vietnami Nguyen dinasztia császári koronája